# 瓦普尼亞爾卡 (科明捷爾尼夫西克區)
46°34′36″N 30°53′13″E / 46.57667°N 30.88694°E

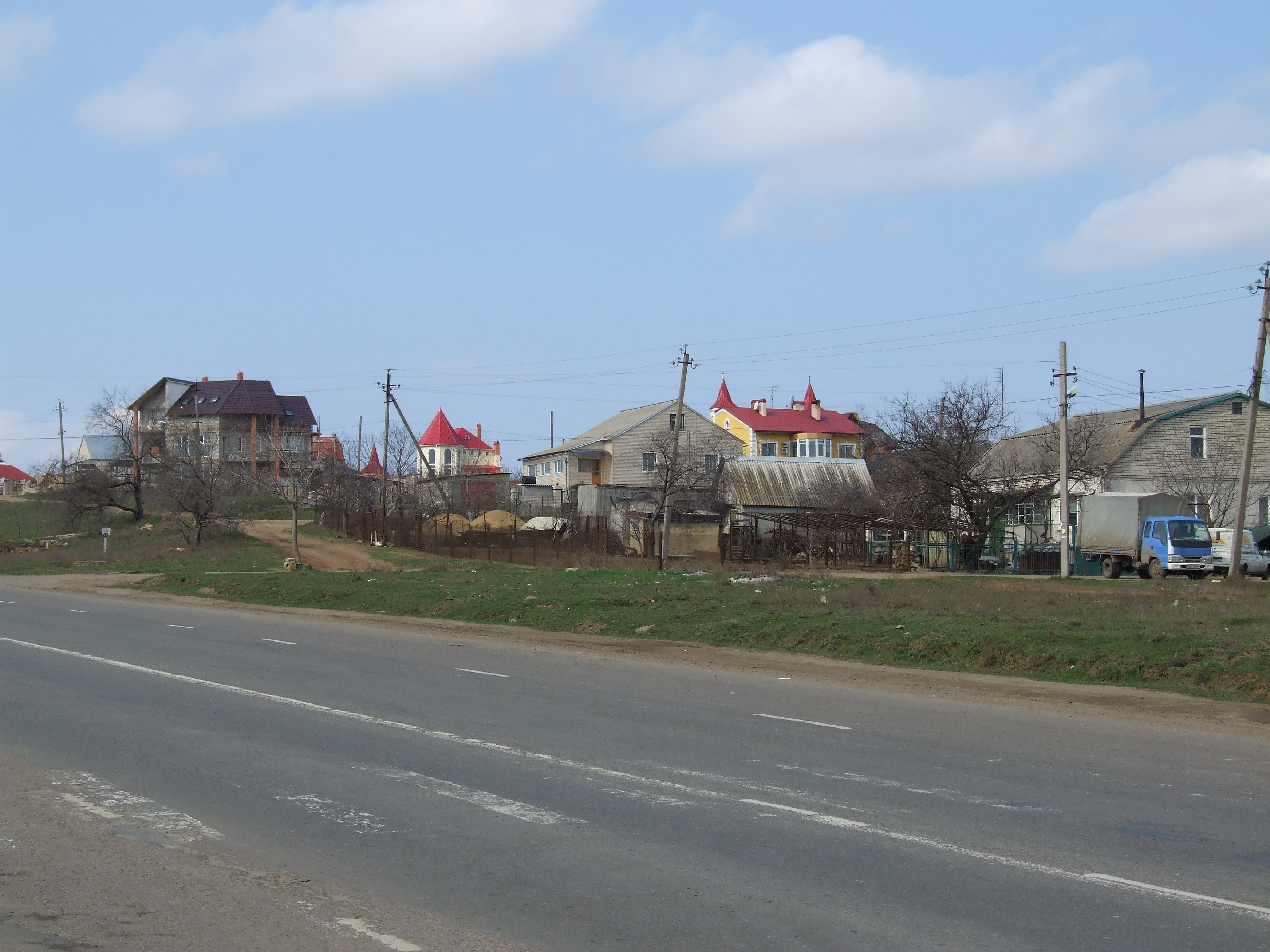

瓦普尼亞爾卡（烏克蘭語：Вапнярка）是位於烏克蘭西南部的村莊，由敖德萨州敖德萨区的豐坦卡市鎮負責管轄。該村始建於1920年，面積2.67平方公里，海拔高度26米，人口730。